# Elgonicola jeanneli
Elgonicola jeanneli är en mångfotingart som beskrevs av Carl Graf Attems 1939. Elgonicola jeanneli ingår i släktet Elgonicola och familjen Fuhrmannodesmidae. Inga underarter finns listade i Catalogue of Life.